# Karl Cöster
Karl Friedrich Leopold Cöster (* 29. September 1815 in Nentershausen im Landkreis Hersfeld-Rotenburg; † 12. September 1879 in Koblenz) war ein deutscher Landrat und  Mitglied des Preußischen Abgeordnetenhauses.

## Leben
Karl Cöster wurde als Sohn des Landrats Georg Friedrich Christoph Coester (1780–1839) und dessen Ehefrau Luise Dithmar (1798–1854) geboren.
Nach dem Abitur am Gymnasium Marburg studierte er Rechtswissenschaften an den Universitäten Heidelberg und Marburg wurde er 1838 kurhessischer Referendar bei der Provinz Oberhessen in Marburg und anschließend beim Konsistorium Marburg. Nach dem Referendariat kam er als Kreissekretär in die Verwaltung des Kreises Schmalkalden, wo er 1849 erster Verwaltungsbeamter wurde. Von 1851 bis 1859 bekleidete er das Amt des Landrats im Landkreis Schlüchtern.
Im Anschluss war er bis 1862 Landrat im Landkreis Hofgeismar, als er die Stelle des Polizeidirektors in Marburg antrat.
Als Mitglied der Nationalliberalen Partei hatte er 1867/1868 ein Mandat für das Preußische Abgeordnetenhaus, gewählt für den Wahlkreis Kassel 10 (Marburg).
1868 wurde er zunächst Hilfsarbeiter bei der Regierung Kassel und später Regierungsrat und zuständig für Kirchen- und Schulsachen.
Zum 1. Oktober 1878 trat Cöster in den Ruhestand.

### Familie
Am 9. August 1843 heiratete er Susanna Maria Faber (1823–1911), mit der er die Kinder Mathilde (1844–1923, Kunstmalerin), Carl Friedrich (1846–1892, Amtsgerichtsrat), Emilie (1848–1902, oo Gustav Nolck), Gustav (* 1851, Kaufmann) und Wilhelm (1855–1890, Maschinentechniker) hatte. Sein älterer Bruder Eduard  (1814–1886) war ebenfalls Abgeordneter.

## Auszeichnungen
- 1878 Geheimer Regierungsrat
- Roter Adlerorden IV. Klasse